# Periacerus lankensis
Periacerus lankensis är en insektsart som beskrevs av Chandrasekhara A. Viraktamath och Parvathi 2002. Periacerus lankensis ingår i släktet Periacerus och familjen dvärgstritar. Inga underarter finns listade i Catalogue of Life.